# エンガラエル・ムカウ
エンガラエル・ムカウ（Ngal'ayel Mukau, 2004年11月3日 - ）は、ベルギーのアントウェルペン州メヘレン出身のプロサッカー選手。リーグ・アンのLOSCリール所属。ポジションはミッドフィールダー。コンゴ民主共和国代表。

## 経歴
2023年にベルギー・ファースト・ディビジョンAのKVメヘレンでプロデビューした。
2024年7月11日にリーグ・アンのLOSCリールへ完全移籍し、4年契約を結んだ。11月27日、UEFAチャンピオンズリーグのボローニャFC戦にてプロ初を含む2得点を記録して勝利に貢献し、プレイヤーオブザマッチに選出された。

## 代表歴
ベルギー、コンゴ民主共和国の代表資格を持つ。
2022年にU-18ベルギー代表、2023年にU-20コンゴ民主共和国代表に選出された。
2024年にコンゴ民主共和国A代表に初選出された。

## 個人成績

### 代表
| コンゴ民主共和国代表 | 国際Aマッチ | 国際Aマッチ |
| 年                   | 出場        | 得点        |
| -------------------- | ----------- | ----------- |
| 2024                 | 2           | 0           |
| 通算                 | 2           | 0           |